# Athlétisme aux Jeux olympiques de 1904
Pour des articles plus généraux, voir Jeux olympiques de 1904 et Athlétisme aux Jeux olympiques.
Navigation
Les épreuves d'athlétisme des Jeux olympiques de 1904 ont eu lieu du 29 août au 3 septembre 1904 au stade Francis Field de Saint-Louis, aux États-Unis. 233 athlètes, exclusivement masculins, issus de 10 nations ont pris part aux 23 épreuves du programme.

## Résultats
| Épreuve | Or | Argent | Bronze                              |
| --- | --- | --- | ----------------------------------- |
| 60 m détails | Archie Hahn (USA) 7 s 0 (OR)                                                                                       | William Hogenson (USA) 7 s 1 | Fay Moulton (USA) 7 s 1             |
| 100 m détails | Archie Hahn (USA) 11 s 0                                                                                           | Nate Cartmell (USA) 11 s 2 | William Hogenson (USA) 11 s 3       |
| 200 m détails | Archie Hahn (USA) 21 s 6                                                                                           | Nate Cartmell (USA) 21 s 9 | William Hogenson (USA) 22 s 1       |
| 400 m détails | Harry Hillman (USA) 49 s 2 (OR)                                                                                    | Frank Waller (USA) 49 s 8 | Herman Groman (USA) 50 s            |
| 800 m détails | Jim Lightbody (USA) 1 min 56 s 0 (OR)                                                                              | Howard Valentine (USA) 1 min 56 s 3 | Emil Breitkreutz (USA) 1 min 56 s 4 |
| 1 500 m détails | Jim Lightbody (USA) 4 min 5 s 4                                                                                    | William Verner (USA) 4 min 6 s 8 | Lacey Hearn (USA) 4 min 7 s 4       |
| Marathon détails | Thomas Hicks (USA) 3 h 28 min 53 s                                                                                 | Albert Corey (FRA) 3 h 34 min 52 s | Arthur Newton (USA) 3 h 47 min 33 s |
| 110 m haies détails | Fred Schule (USA) 16 s 0                                                                                           | Thaddeus Shideler (USA) 16 s 3 | Lesley Ashburner (USA) 16 s 4       |
| 200 m haies détails | Harry Hillman (USA) 24 s 6                                                                                         | Frank Castleman (USA) 24 s 9 | George Poage (USA) 25 s 2           |
| 400 m haies détails | Harry Hillman (USA) 53 s                                                                                           | Frank Waller (USA) 53 s 2 | George Poage (USA) 54 s 8           |
| 2 590 m steeple détails | Jim Lightbody (USA) 7 min 39 s 6                                                                                   | John Daly (GBR) 8 min 1 s 6 | Arthur Newton (USA) 8 min 7 s 0     |
| 4 miles par équipes détails | États-Unis New York Athletic Club Arthur Newton George Underwood Paul Pilgrim Howard Valentine David Munson 27 pts | Équipe mixte Chicago Athletic Association Jim Lightbody (USA) William Verner (USA) Lacey Hearn (USA) Albert Corey (FRA) Sidney Hatch (USA) 28 pts | Non décernée                        |
| Saut en hauteur détails | Samuel Jones (USA) 1,803 m                                                                                         | Garrett Serviss (USA) 1,778 m | Paul Weinstein (GER) 1,778 m        |
| Saut à la perche détails | Charles Dvorak (USA) 3,505 m                                                                                       | LeRoy Samse (USA) 3,35 m | Louis Wilkins (USA) 3,35 m          |
| Saut en longueur détails | Meyer Prinstein (USA) 7,34 m                                                                                       | Daniel Frank (USA) 6,89 m | Robert Stangland (USA) 6,88 m       |
| Triple saut détails | Meyer Prinstein (USA) 14,355 m                                                                                     | Frederick Engelhardt (USA) 13,90 m | Robert Stangland (USA) 13 365 m     |
| Saut en hauteur sans élan détails | Ray Ewry (USA) 1,608 m                                                                                             | Joseph Stadler (USA) 1,457 m | Lawson Robertson (USA) 1,457 m      |
| Saut en longueur sans élan détails | Ray Ewry (USA) 3,476 m (WR)                                                                                        | Conant King (USA) 3,286 m | John Biller (USA) 3,263 m           |
| Triple saut sans élan détails | Ray Ewry (USA) 10,547 m                                                                                            | Conant King (USA) 10,16 m | Joseph Stadler (USA) 9,60 m         |
| Lancer du poids détails | Ralph Rose (USA) 14,81 m (WR)                                                                                      | Wesley Coe (USA) 14,40 m | Lawrence Feuerbach (USA) 13,37 m    |
| Lancer du disque détails | Martin Sheridan (USA) 39,28 m                                                                                      | Ralph Rose (USA) 39,28 m | Nikolaos Georgantas (GRE) 37,68 m   |
| Lancer du marteau détails | John Flanagan (USA) 51,23 m                                                                                        | John DeWitt (USA) 50,265 m | Ralph Rose (USA) 45,73 m            |
| Lancer du marteau lourd détails | Étienne Desmarteau (CAN) 10,465 m                                                                                  | John Flanagan (USA) 10,16 m | James Mitchel (USA) 10,135 m        |
| Triathlon détails | Max Emmerich (USA) 35,7 pts                                                                                        | John Grieb (USA) 34 pts | William Merz (USA) 32 pts           |
| Décathlon détails | Tom Kiely (GBR) 6 036 pts                                                                                          | Adam Gunn (USA) 5 907 pts | Truxton Hare (USA) 5 813 pts        |
| Records et Performances - AR : Record continental (area record) - CR : Record des championnats (championship record) - MR : Record du meeting (meet record) - NR : Record national (national record) - OR : Record olympique (olympic record) - PR : Record paralympique (paralympic record) - PB : Record personnel (personal best) - SB : Meilleure performance personnelle de la saison (season's best) - WL : Meilleure performance mondiale de l'année (world leader) - WJR : Record du monde junior (world junior record) - WR : Record du monde (world record) Circonstances et Conditions - DNF : N'a pas terminé (did not finish) - DNS : N'a pas pris le départ (did not start) - DQ : Disqualification (disqualification) - NM : Aucun essai valable enregistré (No Mark) - Q : Qualifié « directement » au prochain tour (ou à la prochaine compétition), lors d'une compétition majeure, grâce au classement ou à la réalisation des minima (automatic qualifier) - q : Qualifié au prochain tour (ou à la prochaine compétition), lors d'une compétition majeure, grâce au repêchage ou à la réalisation de l'une des meilleures performances parmi celles des « non qualifiés directement » (grâce au meilleur temps ou à la meilleure distance par exemple) (secondary qualifier) | | |                                     |

## Tableau des médailles
| Rang  | Nation          | Or | Argent | Bronze | Total |
| ----- | --------------- | -- | ------ | ------ | ----- |
| 1     | États-Unis      | 23 | 22     | 22     | 67    |
| 2     | Grande-Bretagne | 1  | 1      | 0      | 2     |
| 3     | Canada          | 1  | 0      | 0      | 1     |
| 4     | Équipe mixte    | 0  | 1      | 0      | 1     |
| 4     | France          | 0  | 1      | 0      | 1     |
| 5     | Allemagne       | 0  | 0      | 1      | 1     |
| 5     | Grèce           | 0  | 0      | 1      | 1     |
| Total | Total           | 25 | 25     | 24     | 74    |